# I dodici punti cardinali
I dodici punti cardinali (The Wind's Twelve Quarters) è una raccolta di racconti della scrittrice statunitense Ursula K. Le Guin, pubblicata per la prima volta da Harper & Row nel 1975 e tradotta in italiano da Roberta Rambelli per Editrice Nord nel 1979.

## Struttura
Il volume raccoglie diciassette racconti precedentemente pubblicati, quattro dei quali appartenenti al ciclo dell'Ecumene e due al ciclo di Earthsea.
Nello specifico La collana di Semley fu pubblicata per la prima volta su Amazing Stories nel 1964 come The Dowry of the Angyar e poi come prologo del romanzo Il mondo di Rocannon nel 1966; Il re d'Inverno è ambientato sullo stesso pianeta de La mano sinistra delle tenebre; Più vasto degli imperi e più lento racconta di un viaggio di esplorazione di una nave spaziale della lega dei mondi; La vigilia della rivoluzione ha come protagonista Laia Asieo Odo la figura guida della rivoluzione anarchica su Urras che porterà agli eventi raccontati nel romanzo I reietti dell'altro pianeta; La parola dello scioglimento e La legge dei nomi sono i primi due racconti di Le Guin ambientati nel mondo di Earthsea.
Il racconto Quelli che si allontanano da Omelas vinse il Premio Hugo nel 1974, mentre Il giorno prima della rivoluzione vinse il Premio Locus e Nebula nel 1975.
La raccolta ha vinto il premio Locus nel 1976 come migliore raccolta di racconti.

## Contenuti
Si marcano con T i racconti afferenti a Terramare e con E quelli del ciclo dell'Ecumene.
- Presentazione di Carlo Pagetti
- Premessa di Ursula K. Le Guin
- La collana di Semley E (The Dowry of Angyar, pubblicato nel 1964)
- Aprile a Parigi (April in Paris, pubblicato nel 1962)
- I maestri (The Masters, pubblicato nel 1963)
- La scatola nel buio (Darkness Box, pubblicato nel 1963)
- La parola dello scioglimento T (The Word of Unbinding, pubblicato nel 1963)
- La legge dei nomi T (The Rule of Names, pubblicato nel 1964)
- Il re d'Inverno E (Winter's King, pubblicato nel 1969)
- Il buon "viaggio" (The Good Trip, pubblicato nel 1970)
- Nove vite (Nine Lives, pubblicato nel 1969)
- Cose (Things, pubblicato nel 1970)
- Un viaggio alla testa (A Trip to the Head, pubblicato nel 1970)
- Più vasto degli imperi e più lento E (Vaster Than Empires and More Slow, pubblicato nella raccola New Dimensions vol. 1 curata da Robert Silverberg ed edita da Doubleday nel 1971[10])
- Le stelle laggiù (The Stars Below, pubblicato nel 1974)
- Il campo di visione (The Field of Vision, pubblicato nel 1973)
- La direzione della strada (Direction of the Road, pubblicato nel 1973)
- Quelli che si allontanano da Omelas (The Ones Who Walk Away from Omelas, pubblicato nel 1973)
- La vigilia della rivoluzione E (The Day Before the Revolution, pubblicato su Galaxy nel 1974[5])

## Edizioni
- I dodici punti cardinali, trad. di Roberta Rambelli, SF Narrativa d'Anticipazione, Editrice Nord, 1979, p. 292.
- I dodici punti cardinali, trad. di Roberta Rambelli, Narrativa Nord, Editrice Nord, 2004, p. 294, ISBN 8842912980.